# Bitka kod Marignana
Bitka kod Marignana je bila bitka koja se odigrala tijekom razdoblja Talijanskih ratova (1494. – 1559.) i to 13. i 14. rujna 1515. u blizini grada Marignana, 16 km južno od Milana.
1515. francuski kralj postaje Franjo I. On uspijeva izolirati švicarske kantone ušavši u diplomatske pregovore s papom Lavom X. i sa Španjolskom. Nakon toga kreće prema Italiji gdje se spaja sa savezničkim snagama Venecije.
1515. u bitki kod Marignana, južno od Milana poraženi su švicarski vojnici, a francuski kralj je osobno sudjelovao. Milanski vojvoda Massimiliano Sforza odlazi u izbjeglištvo u Francusku, a Švicarci dobivaju kanton Ticino koji od tada čini dio Švicarske. Bitka je poznata pod nazivom "Bitka divova".